# Maculopatia
Il termine maculopatia identifica qualsiasi malattia che colpisce la macula, la zona della retina che serve alla visione centrale distinta (consente di riconoscere i volti, di leggere, di guidare, ecc.). Al centro della macula – che si trova a sua volta al centro della retina – c'è la fovea: si tratta di una depressione retinica dove si trova la foveola, la zona centrale più sottile in cui sono presenti solo i coni: si tratta dei fotorecettori – ossia di cellule in grado di trasformare i segnali luminosi in impulsi elettrochimici – responsabili della visione centrale e della percezione dei colori (a differenza dei bastoncelli, utilizzati per la visione notturna, abbondanti nella periferia retinica).

## Sintomatologia
Il sintomo principale delle maculopatie è una caratteristica perdita della funzione visiva: chi è affetto da patologia maculare accusa una perdita di visione al centro del campo visivo (scotoma positivo), da non confondere con la visione di una macchia nera nella zona centrale del campo visivo (scotoma negativo), come denunciato da pazienti colpiti da neurite ottica. Altro sintomo comune nelle maculopatie è la distorsione delle immagini (metamorfopsie). Ad esempio, le righe di congiunzione delle piastrelle non si vedono più diritte. Sintomi di minore frequenza sono le errate percezioni della dimensione degli oggetti osservati.

## Esami
Per una corretta diagnosi si usa il cosiddetto test di Amsler, una griglia di linee perpendicolari al cui centro compare un piccolo disco nero.

## Tipologia
Tra le forme più comuni di maculopatia c'è la degenerazione maculare senile (Amd) che può provocare cecità centrale; è considerata la prima causa di perdita della vista in Occidente (41% dei non vedenti secondo l'Oms).

## Prognosi
Nel 2022 sono stati eseguiti in Europa i primi trapianti di un microchip wireless con chirurgia mininvasiva e in anestesia locale.
Al 2025, in corso uno studio sperimentale multicentrico per il trattamento della maculopatia con la terapia genica. Alle costose iniezioni intravitreali mensili sono sostituite dall'introduzione nell'occhio di un vettore virale benigno, un virus specificamente ingegnerizzato per trasportare informazioni genetiche nelle cellule della retina, inducendole a produrre autonomamente le molecole anti-VEGF (che è il farmaco normalmente introdotto nell'occhio in questi casi).